# 举荣圣架堂 (捷尔诺波尔)

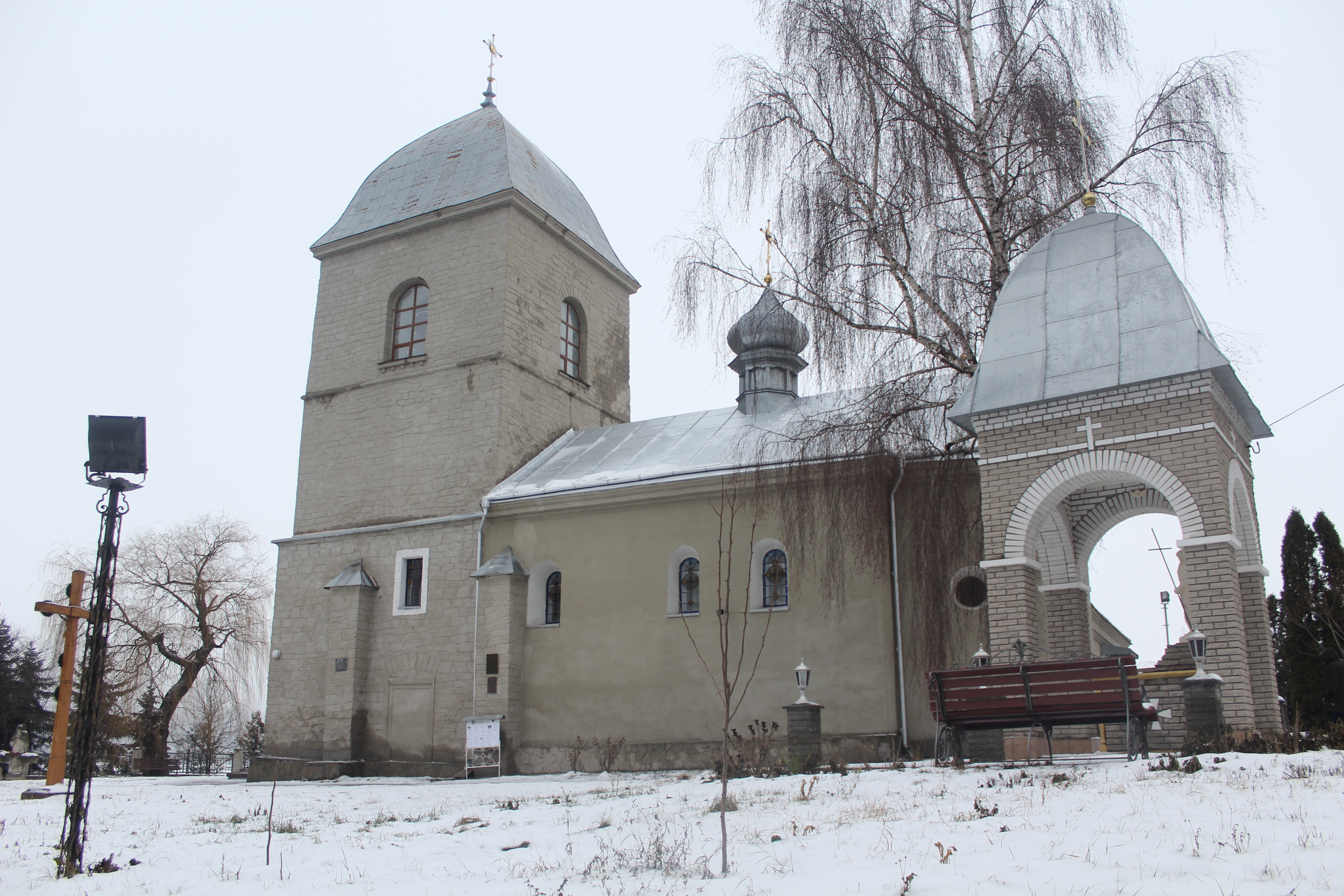

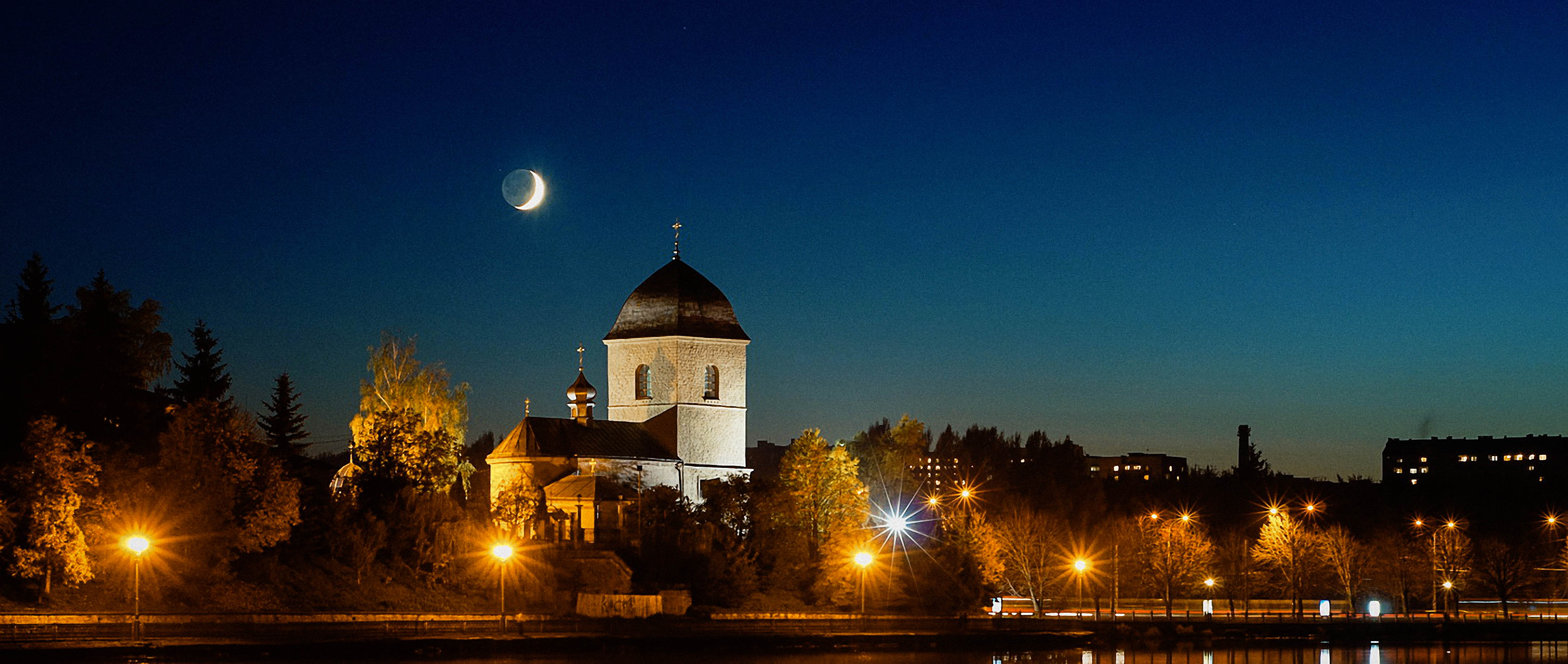

举荣圣架堂（烏克蘭語：Церква Воздвиження Чесного Хреста (Надставна)）又名池畔教堂，是乌克兰西部城市捷尔诺波尔最古老的教堂，建于1627年。原属希腊礼天主教会，现在是一座东正教教堂。它是乌克兰一座重要的建筑地标，建于16世纪末。它位于市中心西部边缘的一个山坡上，俯瞰捷尔诺波尔湖。
自2018年12月起，该教堂属于乌克兰正教会。
教堂前是一座巨大的三层塔楼，由当时的城主托马斯·扎莫伊斯基和卡塔日娜·奥斯特罗夫斯卡夫妇于1627年建造。